# Hollywood Kid Eu Saeng-ae
Hollywood Kid Eu Saeng-ae é um filme de drama sul-coreano de 1994 dirigido e escrito por Chung Ji-young. Foi selecionado como representante da Coreia do Sul à edição do Oscar 1995, organizada pela Academia de Artes e Ciências Cinematográficas.

## Elenco
- Choi Min-su